# Consello d'a Fabla Aragonesa
El Consello d'a Fabla Aragonesa (en español Consejo del Habla Aragonesa), normalmente acortado en Consello, es una asociación cultural nacida en 1976 y reconocida legalmente en 1978, y cuyo ámbito territorial es Aragón, España.
Los fines de esta asociación son la defensa, promoción y extensión de la lengua aragonesa en todos sus aspectos: historia, literatura, gramática, léxico, toponimia, folclore, consideración social y legal, pedagogía, didáctica, entre otros, con especial hincapié en el estudio, protección y desarrollo de todas sus variantes locales y comarcales, las cuales son la base del aragonés común o estándar.
El Consello Asesor de l'Aragonés es un órgano asesor creado en junio de 2000 dentro del propio Consello d'a Fabla Aragonesa con vocación de ser un servicio de asesoramiento lingüístico a los propios consejeros y, por medio de pactos de colaboración, a instituciones, asociaciones, editoriales, etc.  Los fines del Consello Asesor, como los del propio Consello d'a Fabla Aragonesa son avanzar en el proceso de codificación del aragonés común escrito, así como en el proceso de normativización y normalización del aragonés.
Las actividades del Consello se basan en tres principios:
1. Actitud respetuosa a la realidad trilingüe de Aragón.
2. No adscripción colectiva a ninguna asociación política, sindical o religiosa.
3. Libertad ideológica de las personas que lo forman.

Realiza anualmente cursos de iniciación y de perfeccionamiento de lengua aragonesa, cursillos y seminarios más específicos y, con frecuencia, diversas charlas, conferencias y presentaciones de libros.
Los órganos de gobierno del Consejo son la Asamblea General de consejeros y la Junta Directiva, cuya composición y atribuciones están reglados en las Ordinazions del Consejo. El presidente actual (desde 2004) es el filólogo y escritor Chusé Inazio Nabarro y vicepresidente el antropólogo Rafel Vidaller Tricas. Los vocales, desde 2015, son siete miembros, manteniendo el criterio de paridad entre hombres y mujeres, en la Junta directiva, entre los que destacan Óscar Latas Alegre o Paz Ríos Nasarre.
Desde su creación, el Consello ha trabajado en la dignificación del idioma aragonés, contribuyendo a crear un estado de opinión favorable en torno a esta pequeña lengua romance y difundiendo su conocimiento a través de diversas publicaciones, como Fuellas (Hojas), revista divulgativa que se publica desde 1978 o Luenga & fablas, revista científica, ambas bajo la dirección del filólogo y profesor de la Universidad de Zaragoza, Francho Nagore. 
Es de hecho una de las asociaciones de referencia de la lengua aragonesa dentro de Aragón.
Convoca también varios premios literarios: "Ana Abarca de Bolea" de poesía, "Chusé Coarasa" de novela corta, "O Gua" de literatura infantil y juvenil, etc.

## Colecciones de la editorial CFA
Como editorial ha publicado, desde 1978, un total de 135 libros en aragonés en los últimos 30 años, entre los que destacan A lueca. A istoria d'una mozeta d'o Semontano de Chuana Coscujuela, el Vocabulario básico bilingüe aragonés-castellano y castellano-aragonés de Antonio Martínez Ruiz, Leyendas de l’Alto Aragón, de Nieus Luzía Dueso Lascorz, Ta óne im, de Ana Tena Puy, Horas completas de Cleto José Torrodellas Mur o Sobre fonética histórica del aragonés de Jesús Vázquez Obrador.
Serie cheneral en aragonés Obras originales en aragonés, de creación literaria en general, incluyendo volúmenes colectivos de premios literarios.
Puens enta ra parola Colección de vocabularios, léxicos, glosarios y obras lexicográficas en general.
A tefla de cuatro fuellas Colección de ensayos, estudios, investigaciones y obras de divulgación.
A tuca Creación literaria: obras de los mejores autores que escriben en aragonés, textos clásicos y testimoniales escritos originariamente en aragonés.
Os fustez Colección de traducciones.
Charrín-charrán Colección de libros escolares y de enseñanza
O gua Colección de literatura infantil y juvenil.